# Gastronomía de Castilla y León
Las cocinas de  Castilla y de León (España) destacan por los guisos y asados, los vinos de gran calidad, la variedad de sus dulces, los embutidos y los quesos. Incluso en determinadas zonas de estas dos regiones pueden encontrarse una importante producción de manzanas, cerezas, castañas, piñones, turrones, etcétera.

## Gastronomía de Castilla y de León

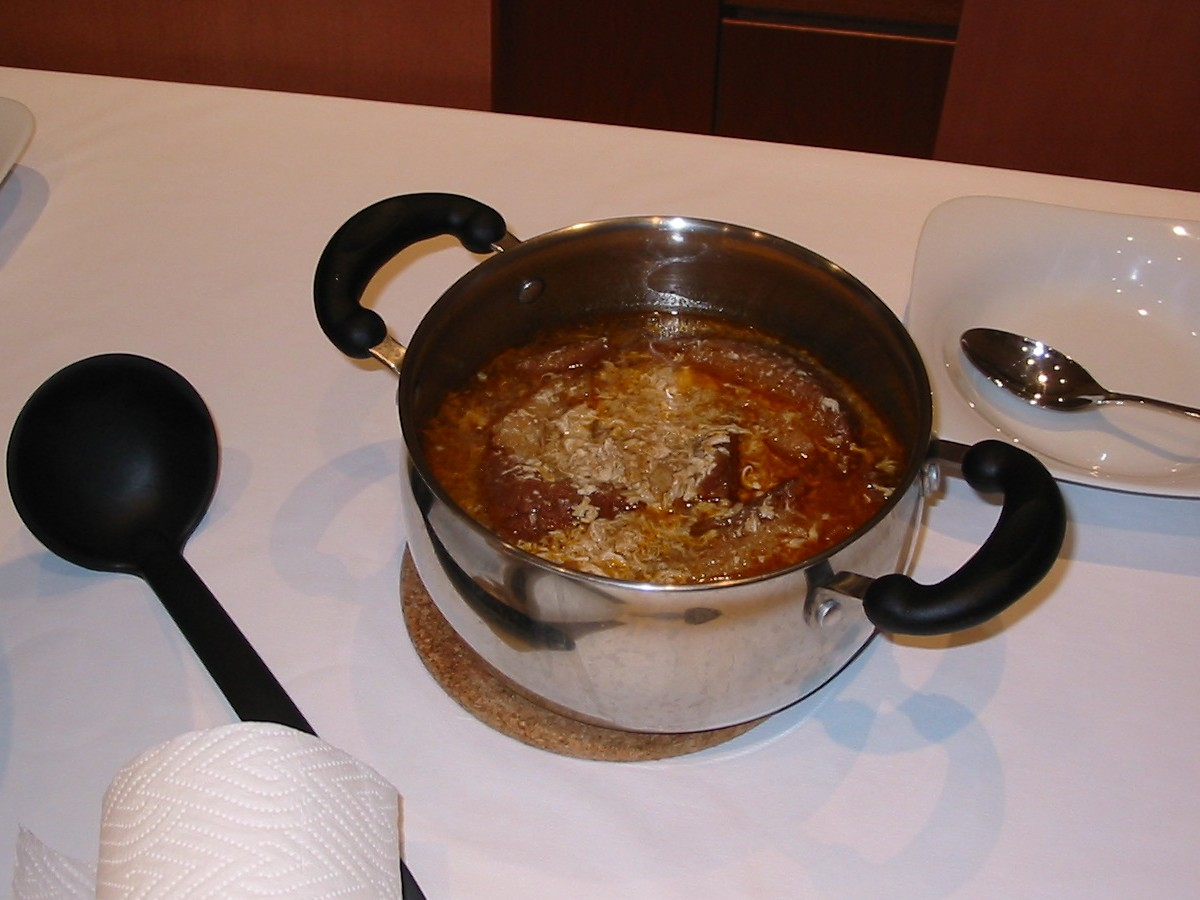
Sopa de ajo acabada de preparar y lista para servir.

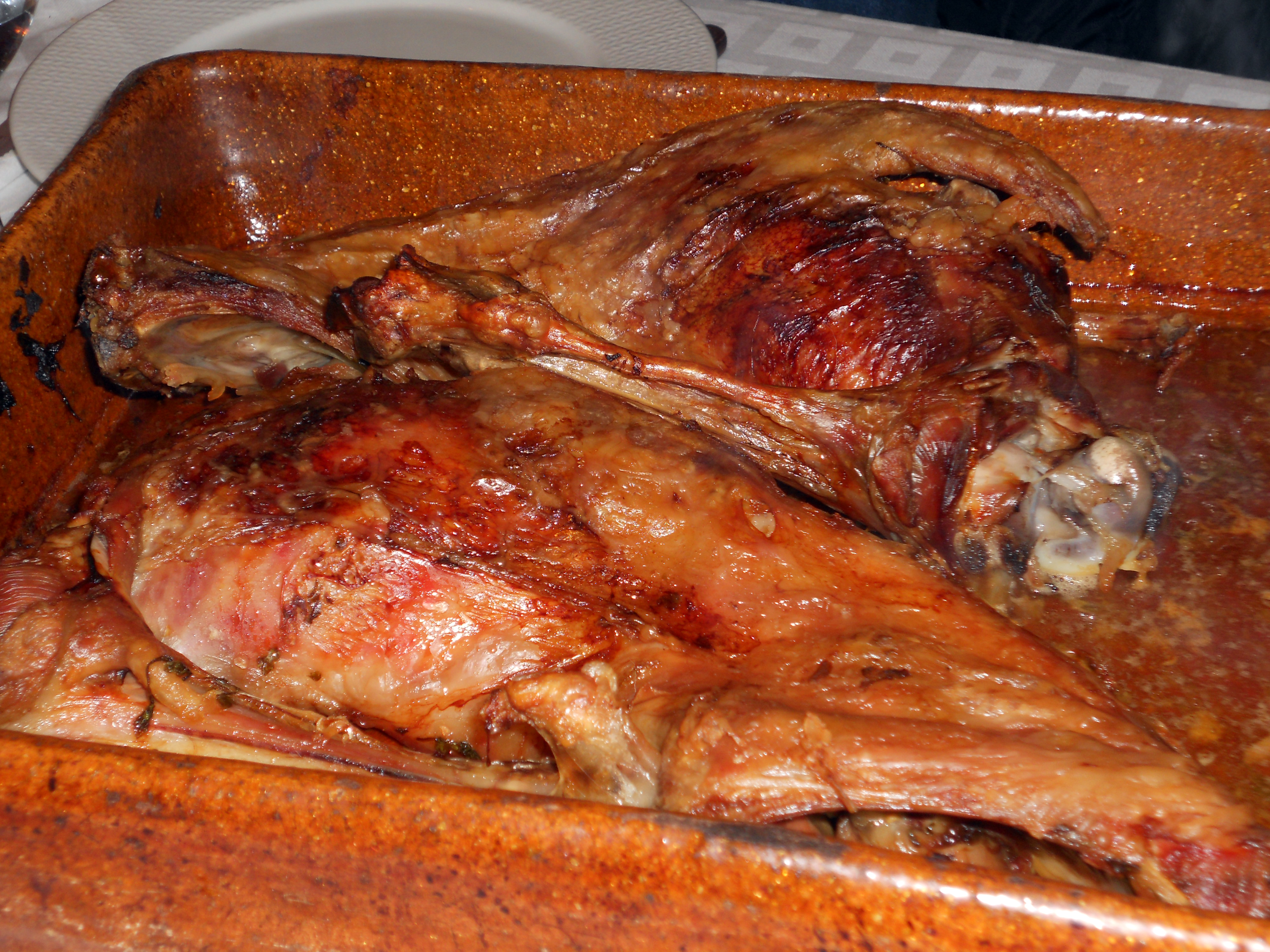
Cordero lechal asado, también conocido como lechazo asado

Uno de los denominadores comunes a todas las provincias castellanas y leonesas. Esta comunidad tiene una gran riqueza histórica y artística pero no podemos olvidar su también importante riqueza gastronómica. En ella podemos destacar los ricos asados de cochinillos y corderos.
La gastronomía de esta comunidad autónoma tiene su base en los cocidos y los asados, además de un gran surtido de dulces. Destacan los asados de cordero, y de cochinillo, la caldereta de cordero,  las morcillas (morcilla de León, Burgos, morcilla de Salamanca, Palencia o Valladolid), las legumbres (habas de La Bañeza, alubia de Saldaña, judías de El Barco de Ávila, judiones de La Granja, lentejas de la Armuña, garbanzos de Fuentesaúco, garbanzo pedrosillano, garbanzo de pico pardal, lenteja pardina etcétera) y las humildes y excelentes sopas de ajo. 
También destacan el cerdo y los embutidos, presentes en todos los territorios de Castilla y de León, pero que alcanzan su cumbre en Salamanca con el jamón de Guijuelo y en Segovia con el chorizo de Cantimpalos, en León con la cecina de León (de vacuno, chivo u otras) o el botillo del Bierzo, el hornazo de Salamanca. Los quesos son excelentes, como el leonés de Valdeón o el palentino del Cerrato, el queso zamorano o el famoso pata de mulo. No deben olvidarse los distintos tipos de empanadas.
Tradicionalmente suele acompañarse todas las comidas con pan, por eso nunca se considerarán completas si falta este ingrediente. Compañeros ideales del pan son los sencillos estofados de legumbres y verduras, que antaño se comían casi a diario. Las  sopa de ajo que tradicionalmente era una comida de campesinos a base de ajo, huevo y pan, aparece hoy en los menús de todos los restaurantes.
Ingredientes fundamentales en las cocinas castellana y en la leonesa son la manteca de cerdo o el aceite de oliva, el ajo, la almendra, el chorizo, los cocidos, los garbanzos, el pimentón, los pimientos picantes o guindillas, y el queso.
Muy típico es el botillo del Bierzo que es una tripa gruesa en la que se embuten diversos tipos de carne de cerdo adobada: costilla de cerdo (ingrediente principal), rabo, lengua, espinazo; todo ello adobado con sal, pimentón, ajo y especias y posteriormente ahumado y secado también se conoce o fue conozido en otras comarcas (Maragatería, Cabrera, Babia, Laciana, Omaña) y provincias (Sanabra y Aliste en Zamora, y en zonas de la provincia de Palencia) donde sin embargo no consigue el grado de reconocimiento y protección que sí tiene la IGP Botillo del Bierzo (en la que sí entra Laciana). El botillo también es compartido con otras gastronomías del noroeste ibérico como Galicia, Tras-os-Montes (Portugal, donde el "Butelo de Vinhais" alcanza también el rango europeo de Indicación Geográfica Protegida de la UE), Asturias y Cantabria.
No podemos olvidarnos de las hortalizas: la ya famosa Feria del Pimiento en Fresno de la Vega, así como los pimientos del Bierzo (rica comarca gastronómica)
No podía faltar una amplia selección de vinos: los tintos, rosados, claretes, blancos y espumosos son protagonistas indiscutibles en las buenas mesas leonesas y castellanas. No es de extrañar por tanto la cantidad y calidad de las distintas Denominaciones de Origen en esta comunidad, como la Toro, Cigales, Cebreros, Bierzo, Tierra de León, Arribes D.O. de Ribera del Duero, Rueda etcétera.
La Ribera del Duero es una de las mejores comarcas vinícolas del mundo, con el tan famoso Vega Sicilia, sin olvidarnos de los vinos del Bierzo.
Los postres de las regiones leonesa y castellana ofrecen una variedad notable: mantecadas de Astorga o de Arcos de Jalón, la empiñonada de Aranda de Duero, las nueces con nata salmantinas, el rebojo zamorano, los suspiros de monja de Cuéllar, los pestiños, el arroz con leche, el flan, las hojuelas, los Nicanores de Boñar, el membrillo, natillas de Zamora, las rosquillas, torrijas de pan, o las castellanas yemas de Santa Teresa y pastas de San Juan de la Cruz abulenses.
Los postres y dulces, en ocasiones, son elaboraciones tradicionales de antiguos monasterios y conventos, de los que con frecuencia reciben el nombre: lazos de San Guillermo, yemas de Santa Teresa, de Ávila, rosquillas de Santa Rosa, típicas del monasterio Nuestra Señora de la Piedad de Palencia, bizcochos de San Lorenzo, virutas de San José, rosquillas del Ángel de Zamora, amarguillos y un largo etc. (sólo con verlos se nos hace la boca agua) Las religiosas encargadas de su elaboración dedican tiempo y paciencia a dichos menesteres.

## Algunos platos típicos

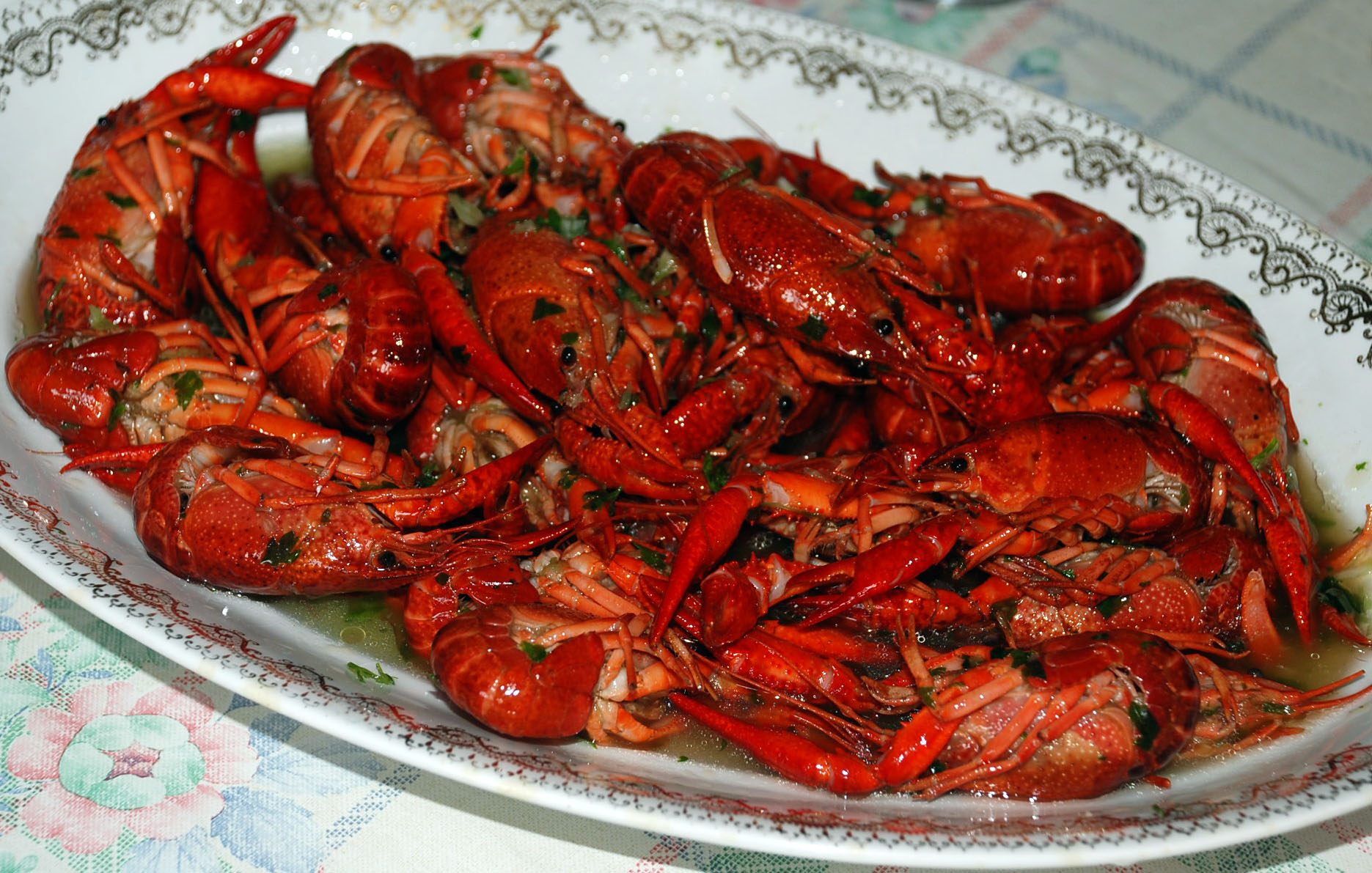
Cangrejos de río de Herrera de Pisuerga.

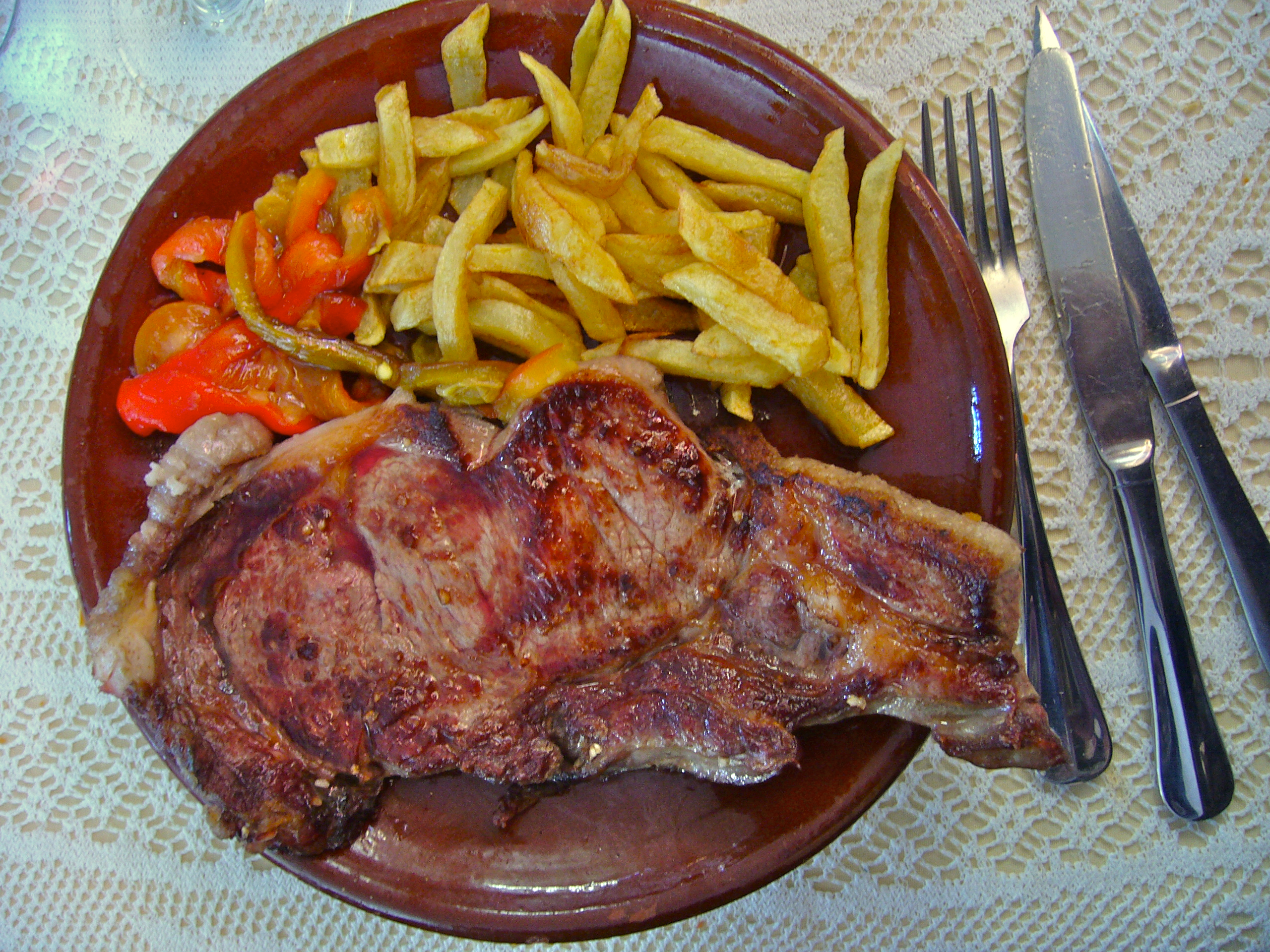
El chuletón de Ávila es uno de sus identificadores culinarios.

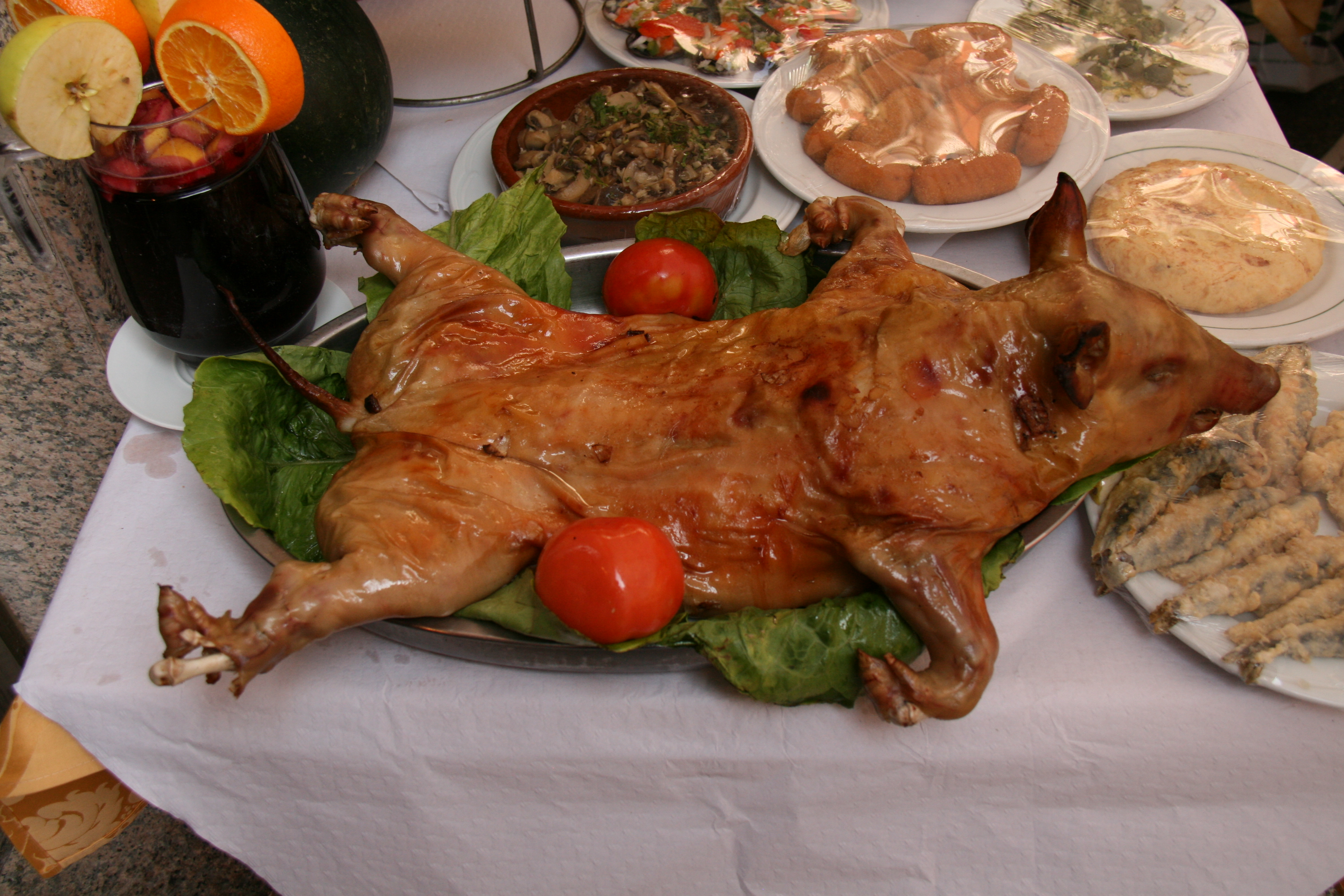
Cochinillo asado

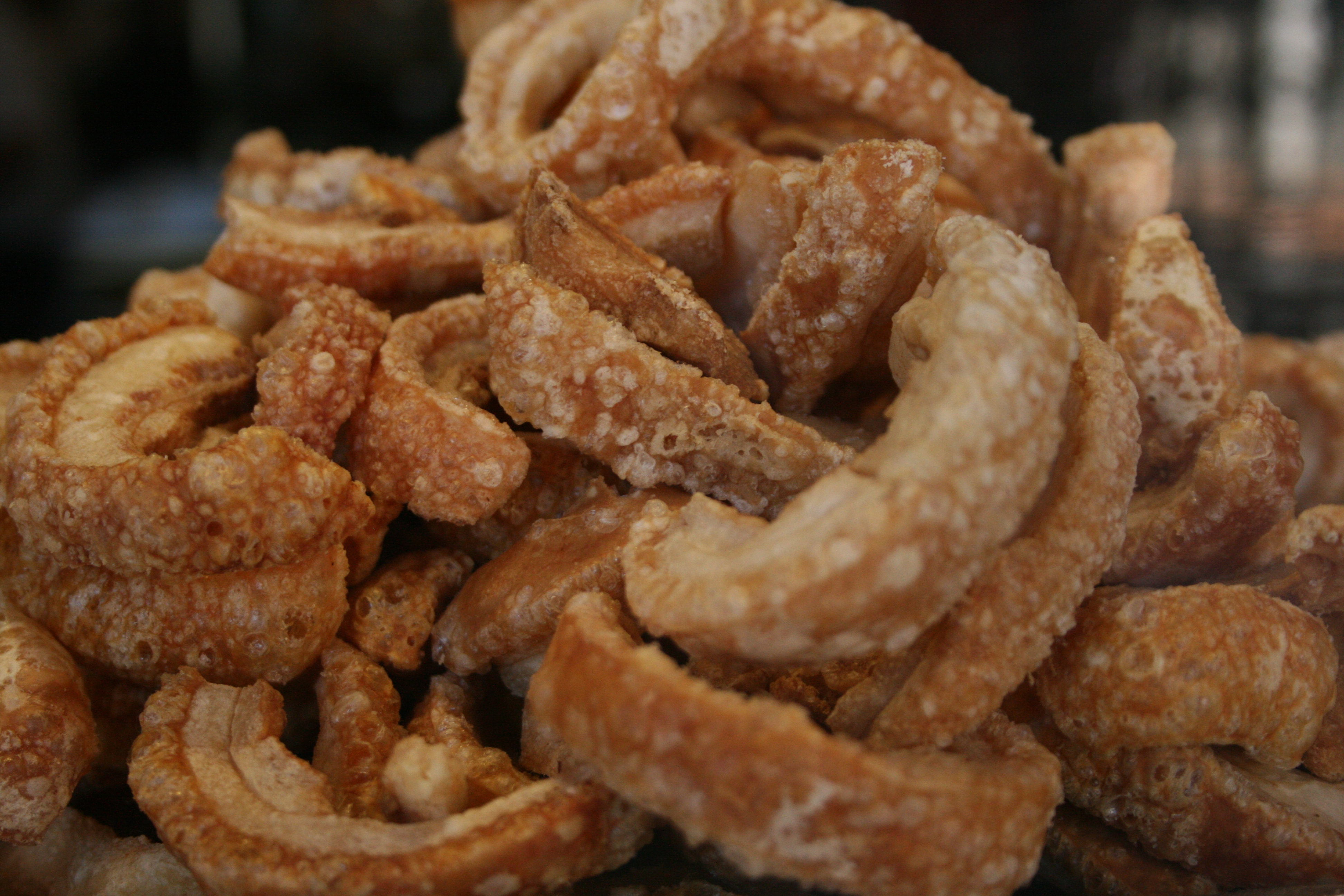
Torreznos (vista en detalle)

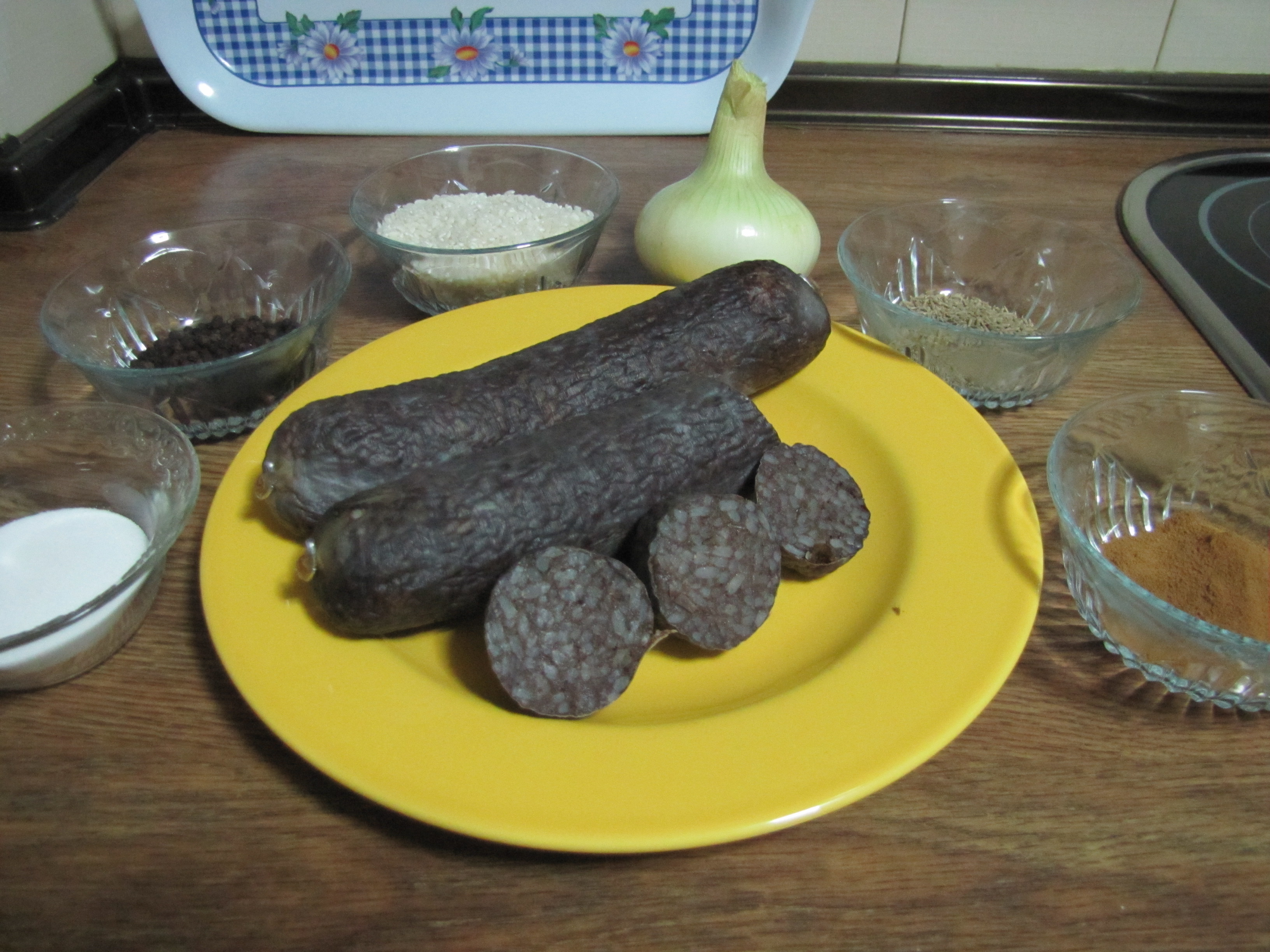
Morcilla de Aranda rodeada de sus principales ingredientes.

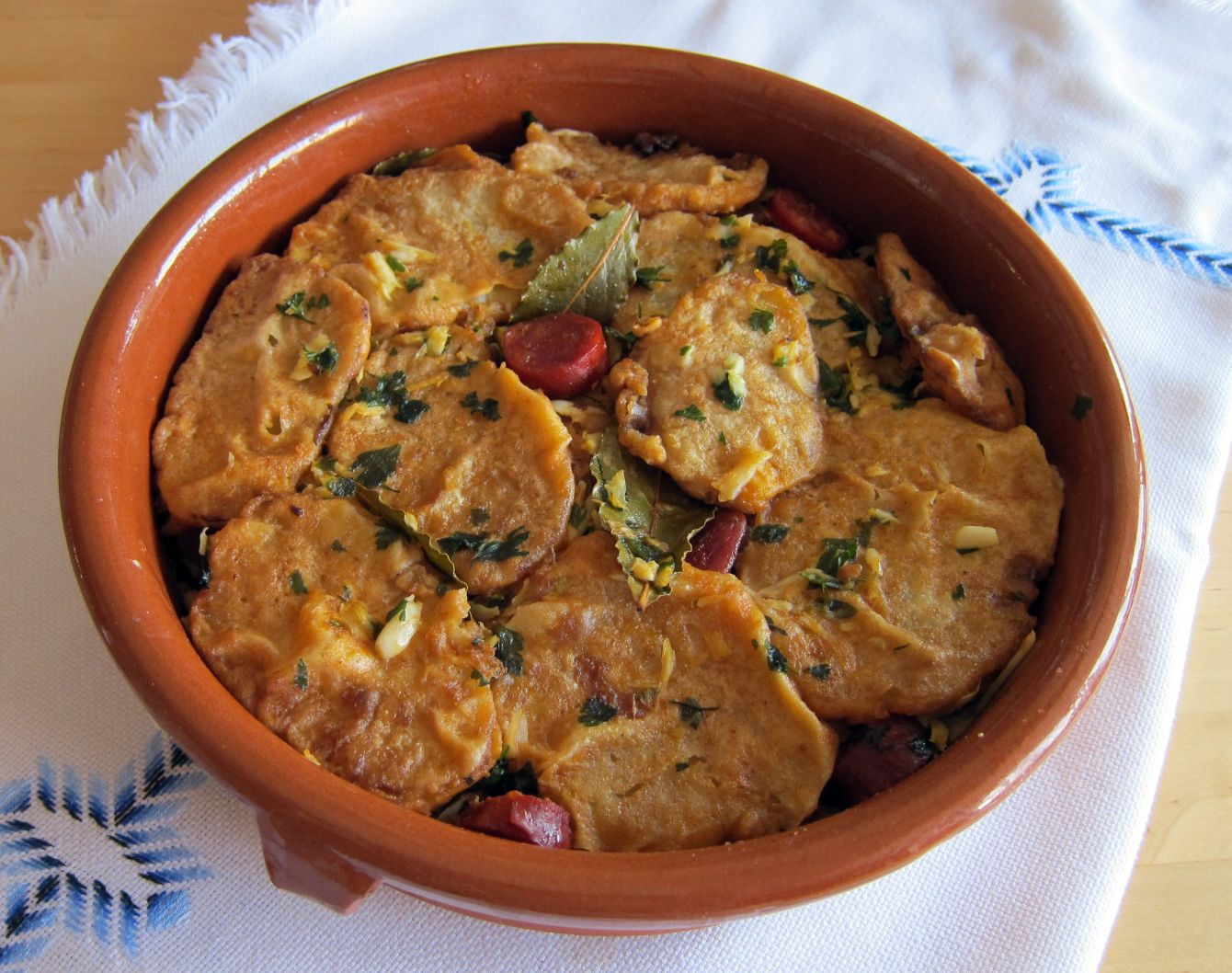
Patatas a la importancia de Palencia.

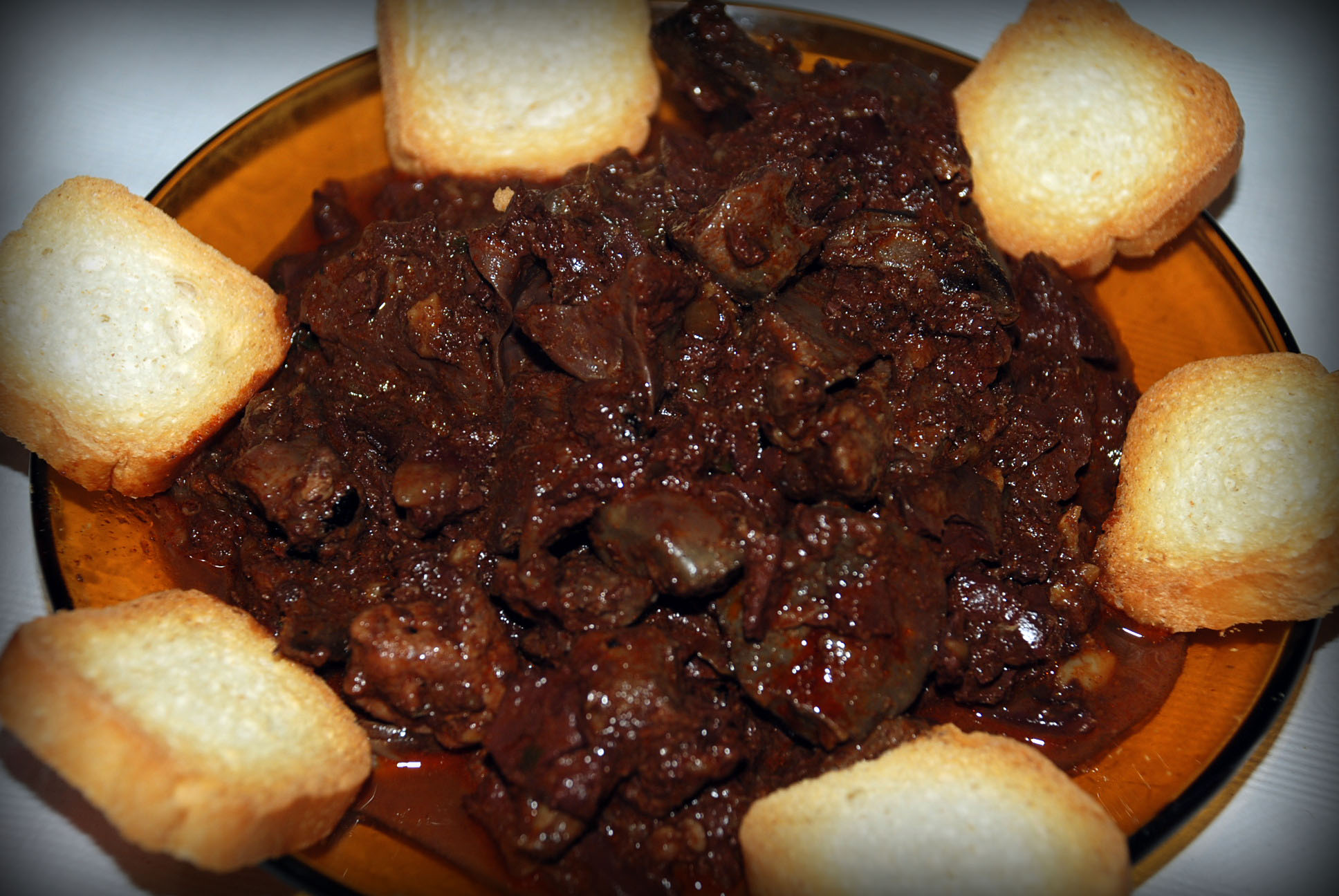
Asadurilla o chanfaina.

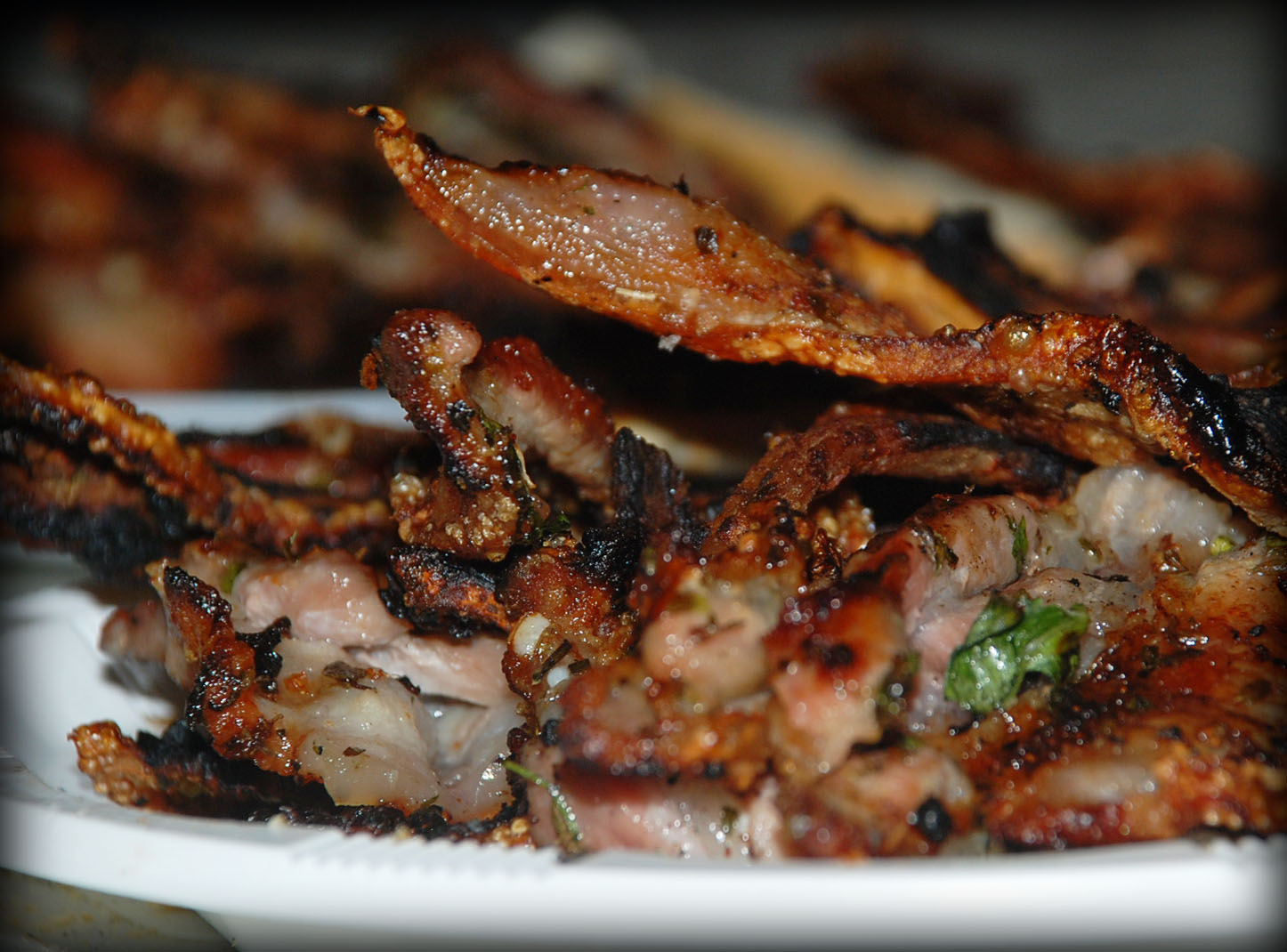
La panceta asada es un plato muy popular en cualquier festejo de la Comunidad.

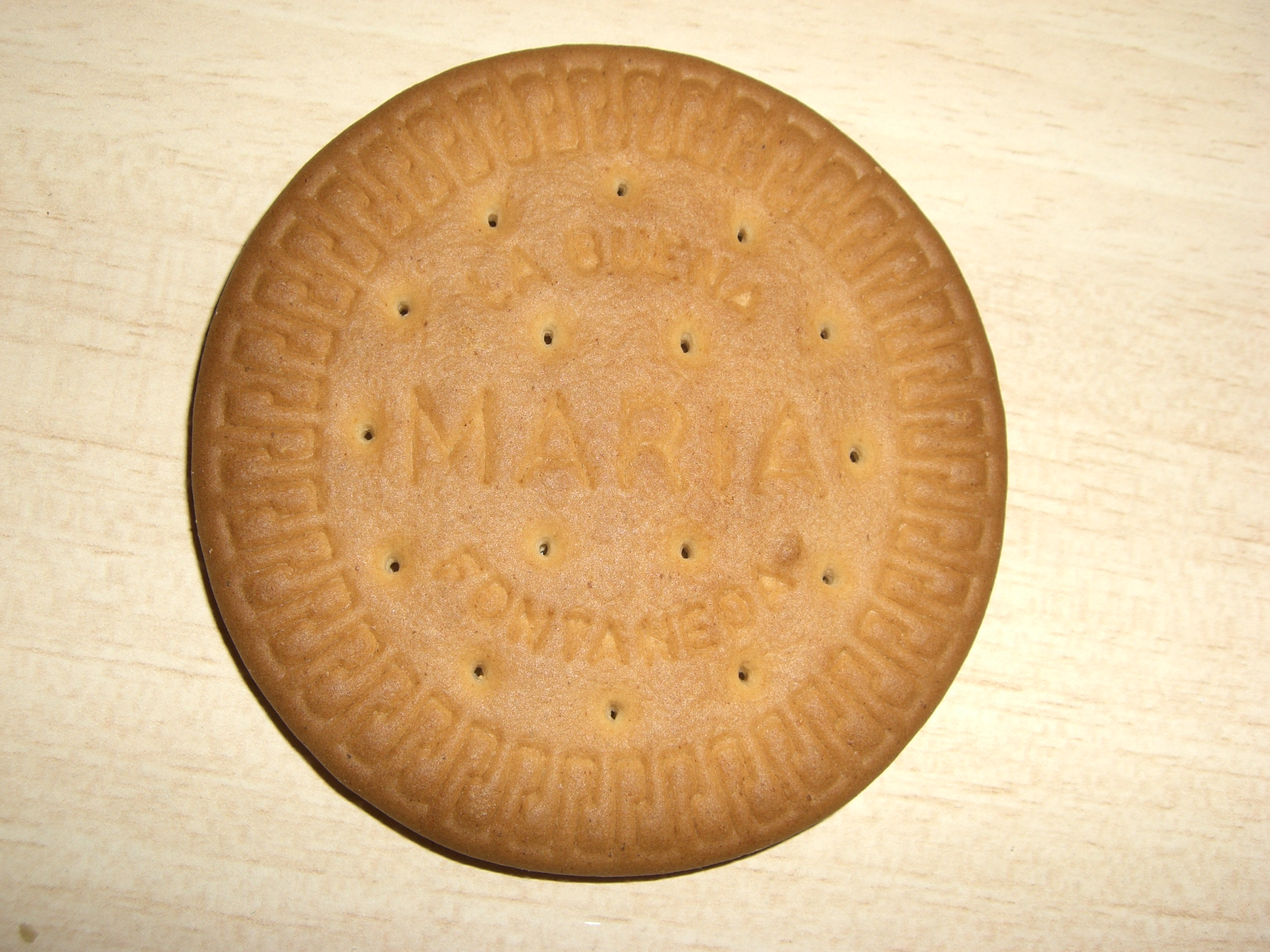
Galleta María, originaria de Aguilar de Campoo (Palencia)

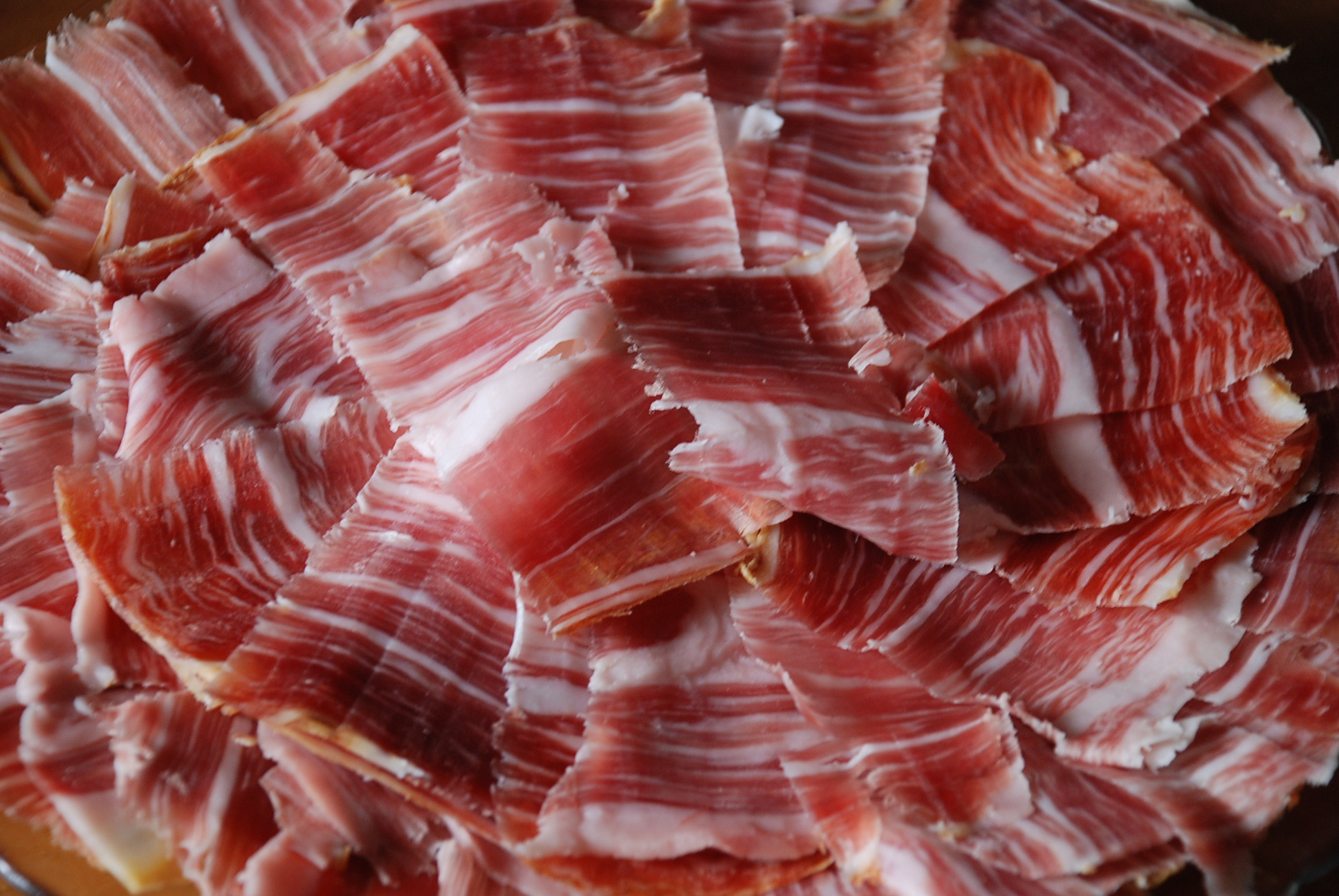
Corte de jamón de Guijuelo. Nótese la grasa entreverada tan característica del jamón ibérico.

- Ancas de Rana de la Bañeza
- Sopa de ajo
- Sopa de trucha
- Cocido Maragato (Astorga)
- Cocido Montañes de León
- Cordero asado o Lechazo asado

### Ávila
- Bolla de chicharrón
- Cochifrito
- Tostón asado o cochinillo
- Chuletón de Avileño
- Conejo escabechado
- Hornazo
- Judías del Barco con chorizo
- Torreznos
- Morcilla de calabaza
- Patatas revolconas también llamadas patatas meneás.
- Picadillo de chorizo
- Tortilla de chorizo
- Yemas de Santa Teresa
- Flor frita
- Vino de Cebreros

### Burgos
- Almendras garrapiñadas
- Chuletillas de cordero (Ribera del Duero)
- Estrellados burgaleses
- Judías con chorizo
- Lechazo asado (Ribera del Duero)
- Morcilla de Aranda (Ribera del Duero)
- Morcilla de Burgos
- Olla podrida
- Torta de Aranda (Ribera del Duero)
- Queso de Burgos

### León
- Bacalao al ajo arriero
- Botillo del Bierzo
- Cecina de Chivo
- Cecina de Vaca
- Chorizo
- Cecina de León
- Cocido maragato
- Galletas de hierro
- Hojaldres de Astorga
- Imperiales de La Bañeza
- Lechazo del Teleno
- Mantecadas de Astorga
- Morcilla de León
- Nicanores de Boñar
- Olla berciana
- Pan de Montejos
- Pimientos de Fresno de la Vega
- Puerros de Sahagún
- Queso de Pata de Mulo
- Sopas de ajo leonesas
- Sopas de trucha
- Vino del Bierzo

### Palencia
- Alubia de Saldaña
- Asadurilla
- Cangrejos al estilo de Herrera
- Caracoles a la palentina
- Carne de Cervera y Montaña Palentina
- Cebolla de Palenzuela
- Cecina de Villarramiel
- Galletas de Aguilar de Campoo
- Lechazo asado
- Menestra palentina
- Morcillas de Cornón
- Morcillas de Fuenteandrino
- Ostias de Palencia
- Pan de aceite
- Panceta asada
- Patatas a la importancia
- Pimiento de Torquemada
- Queso del Cerrato
- Sopas de rastrojo o Sopa de ajo
- Sopas de chichurro
- Torreznos

### Salamanca
- Amarguillos
- Bollo maimón
- Tostón asado o cochinillo
- Chanfaina
- Chochos de yema
- Rosquillas de Ledesma
- Farinato
- Hornazo
- Patatas meneás
- Limones
- Jamón de Guijuelo
- Jeta
- Morcilla de piñones
- Morcilla de calabaza

### Segovia

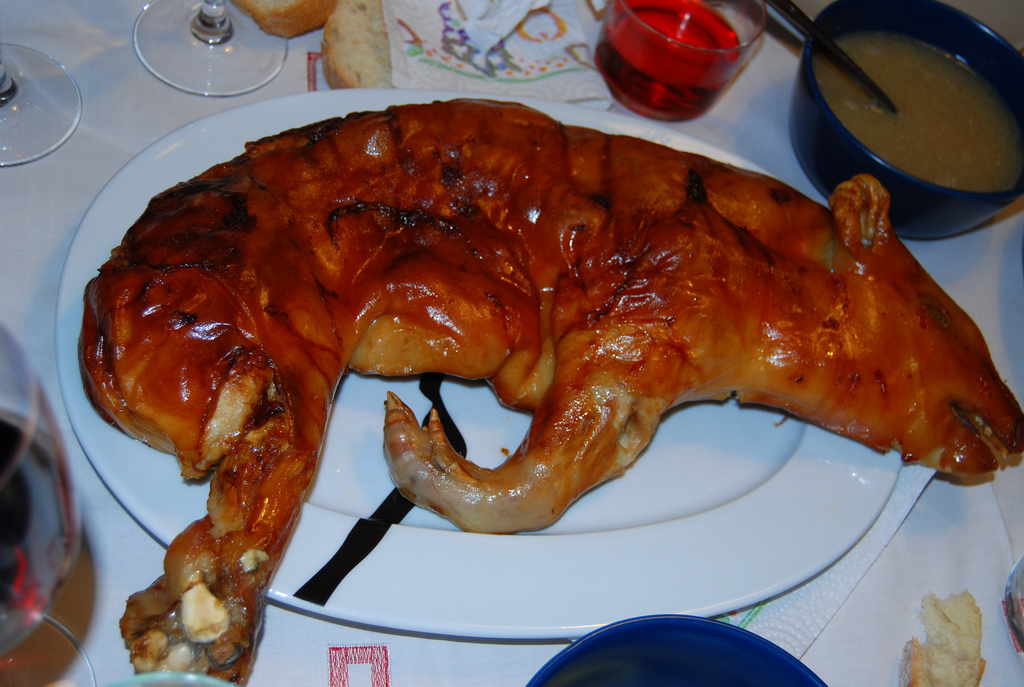
Cochinillo de Segovia.

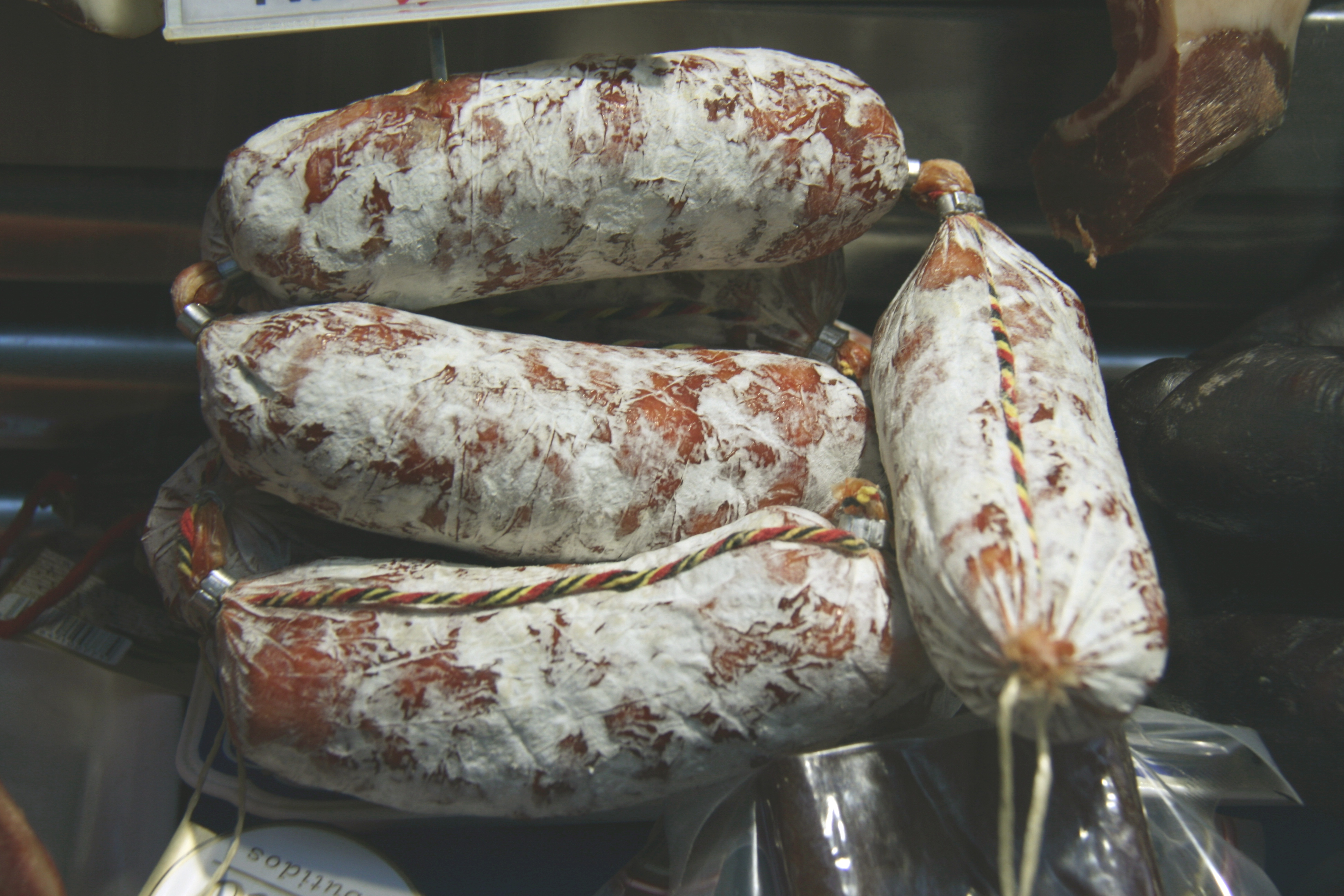
Los chorizos de Cantimpalos, muy populares.

- Achicoria de Cuéllar
- Ajo de Vallelado
- Cochinillo de Segovia
- Chorizo de Cantimpalos
- Chuletillas de cordero
- Endibia del Carracillo
- Judión de La Granja
- Lechazo asado
- Lombarda a la segoviana
- Ponche segoviano
- Queso de Sacramenia
- Torreznos
- Vacuno de Prádena
- Vacuno de Villacastín
- Vino de Valtiendas
- Vino de Rueda
- Vino de Ribera del Duero
- Zanahoria de la vega del Duratón

### Soria

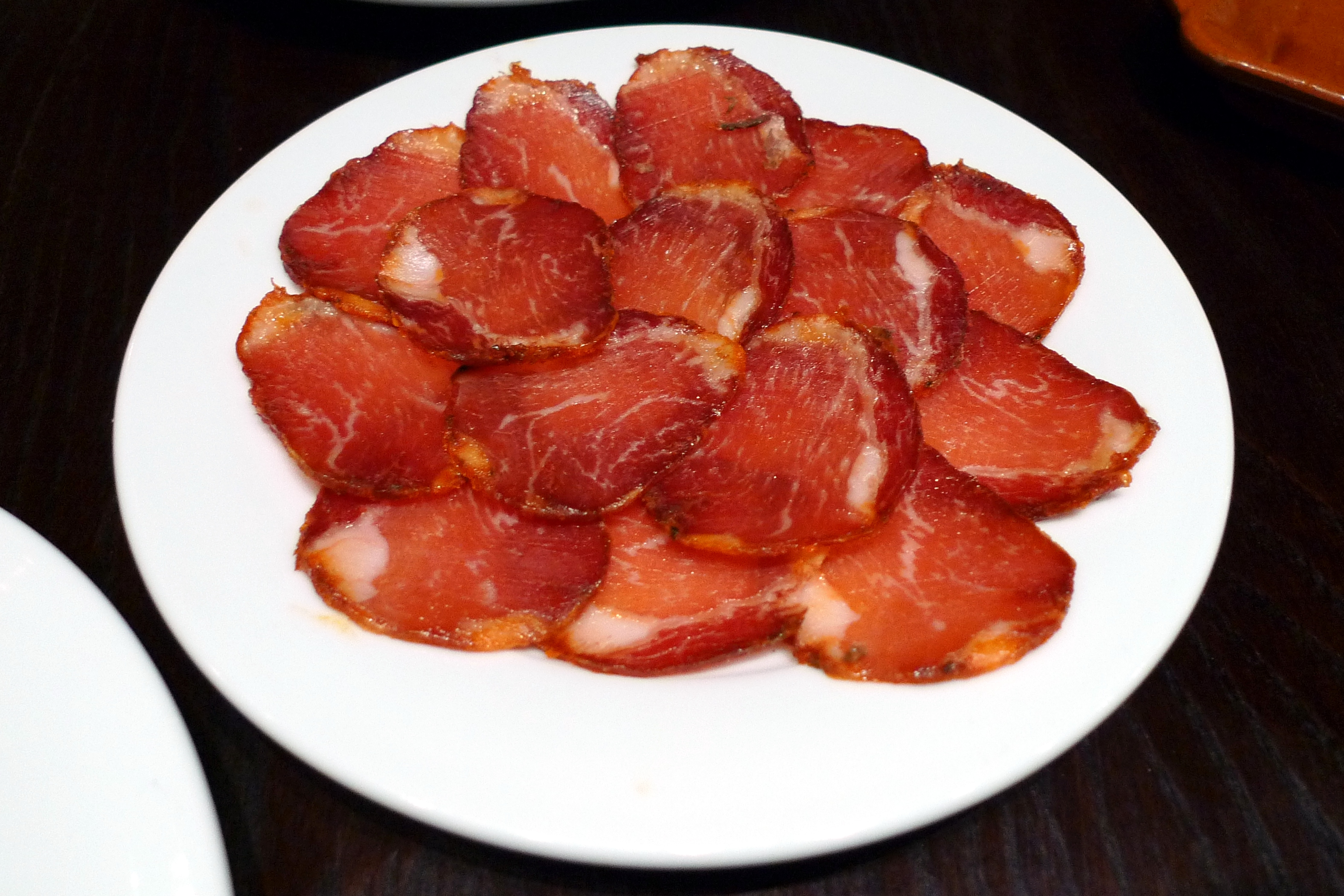
Lonchas de lomo embuchado.

- Ajo carretero
- Chanfaina
- Culeca
- Langarto
- Lomo embuchado
- Culeca
- Mantequilla de Soria
- Paciencias de Almazán
- Torreznos
- Yemas de Almazán

### Valladolid
- Lechazo asado
- Lechazo al pincho
- Cochinillo asado
- Bolla de chicharrones
- Gallo turresilano
- Mantecados de Portillo
- Queso de Villalón
- Ciegas de Íscar
- Pasta Castañuelas de Íscar
- Rosquillas de Palo
- Lagunillas de Laguna de Duero
- Feos de Tordesillas
- Amarguillos
- Tortas de chicharrones
- Tortilla de chorizo

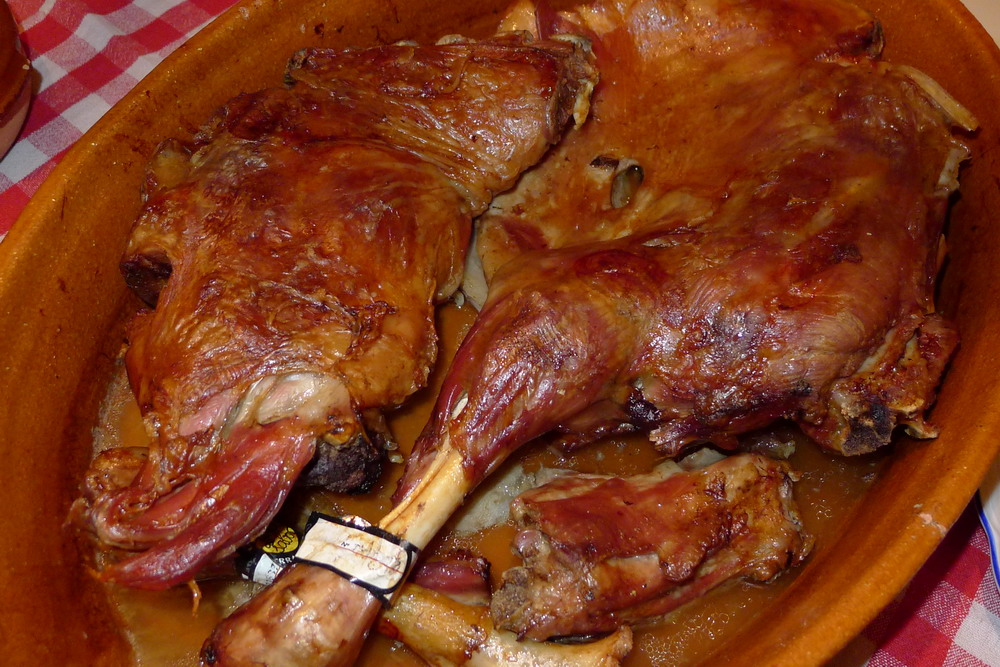
Lechazo asado.

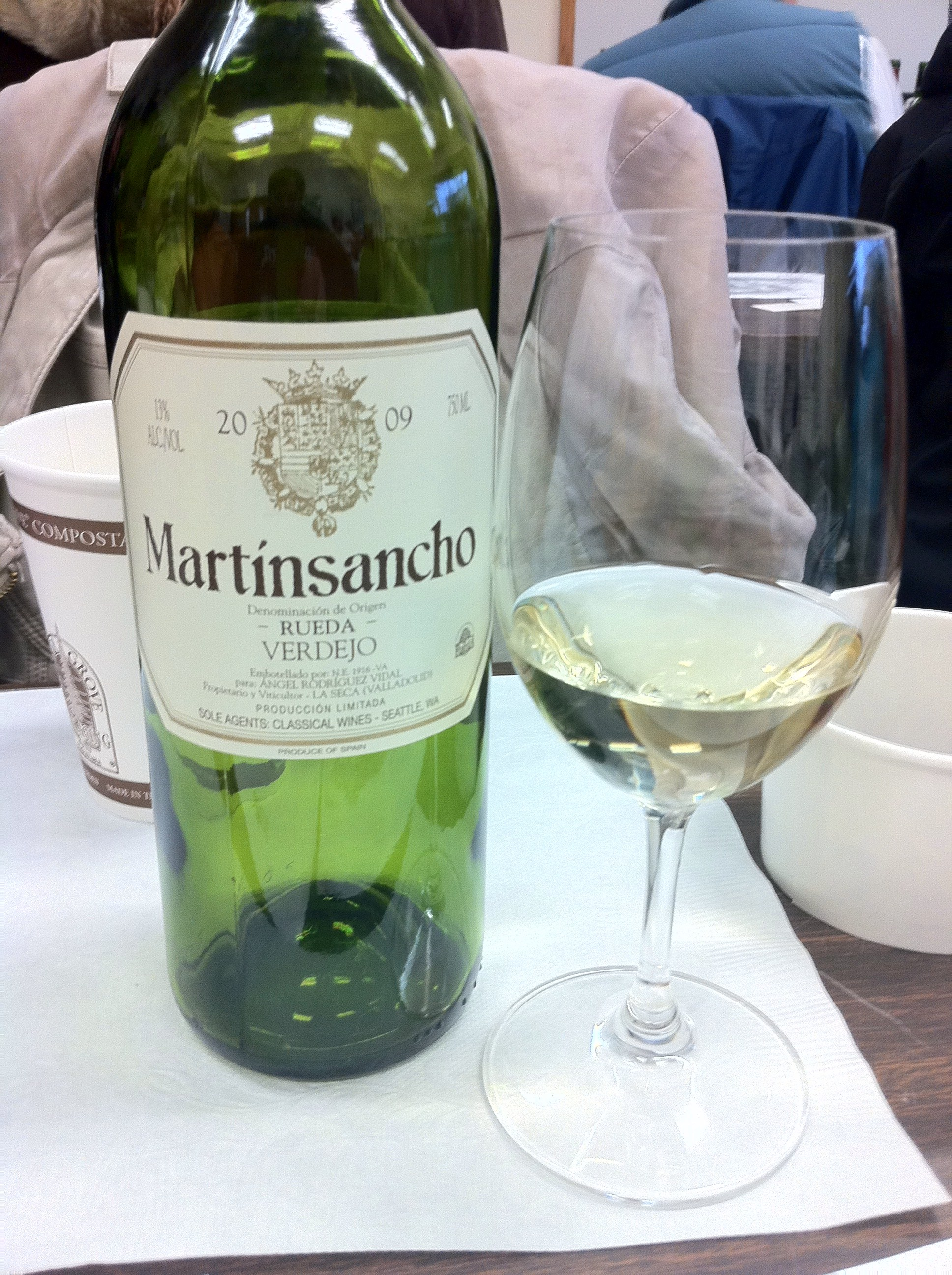
Un vino "Blancos de Rueda" de uva Verdejo.

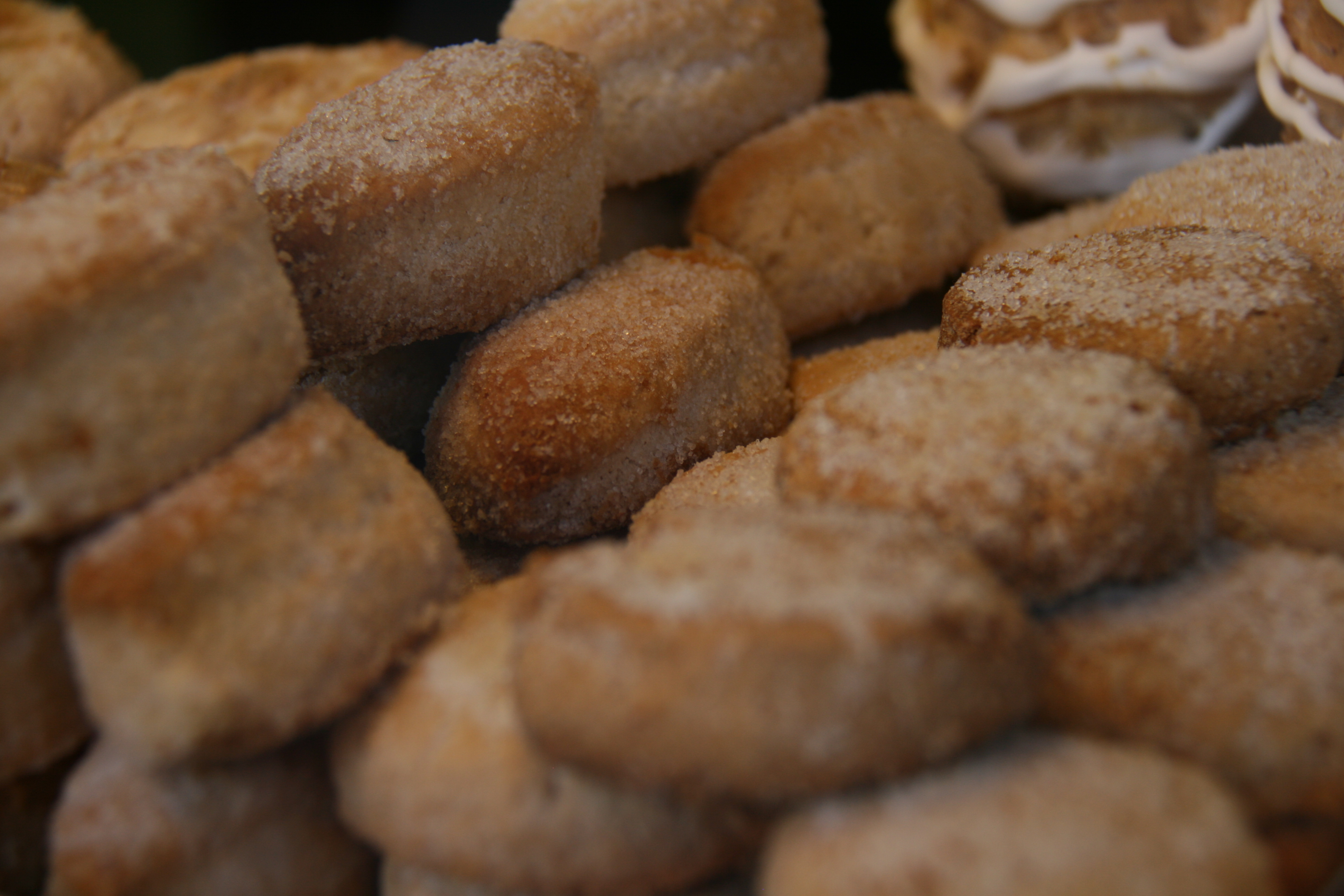
Unas pastas vallisoletanas.

- Picadillo de chorizo (también llamado zorza, jijas o chichas )
- Morcilla de Valladolid
- Morcilla de Cigales
- Piñones de Pedrajas de San Esteban
- Espárragos de Tudela de Duero
- Borrachos y Pastas de vino de Peñafiel
- Sopa de chícharos
- Almendras garrapiñadas
- Pan de la provincia de Valladolid
- Salchichas de Zaratán
- Ajos de Portillo
- Endivias de Peñafiel
- Ajo de Vallelado
- Lechuga de Valladolid
- Vino de Cigales
- Vino de Ribera de Duero
- Vino de Rueda
- Vino de Tierra de León

### Zamora

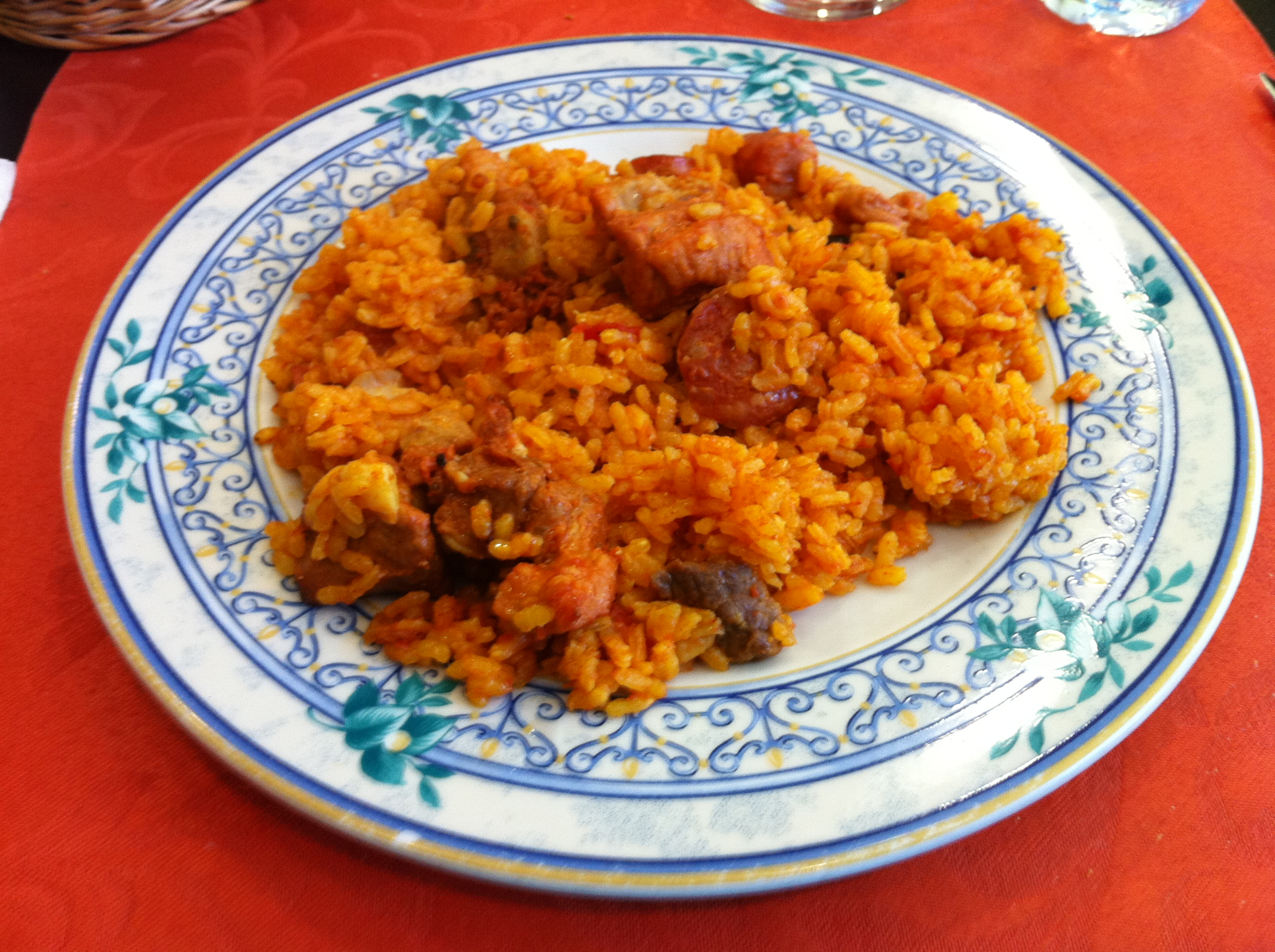
Plato de arroz a la zamorana.

- Aceitada
- Arroz a la zamorana
- Dos y pingada
- Sopa de ajo
- Garbanzos
- Chorizo Zamorano
- Turriyones
- Rebojo
- Caña zamorana
- Vino de Toro
- Vino de los Arribes
- Queso zamorano
- Ternera de Aliste
- Lechazo
- Pan de Carbajales
- Pan de Mombuey

## Alimentos protegidos

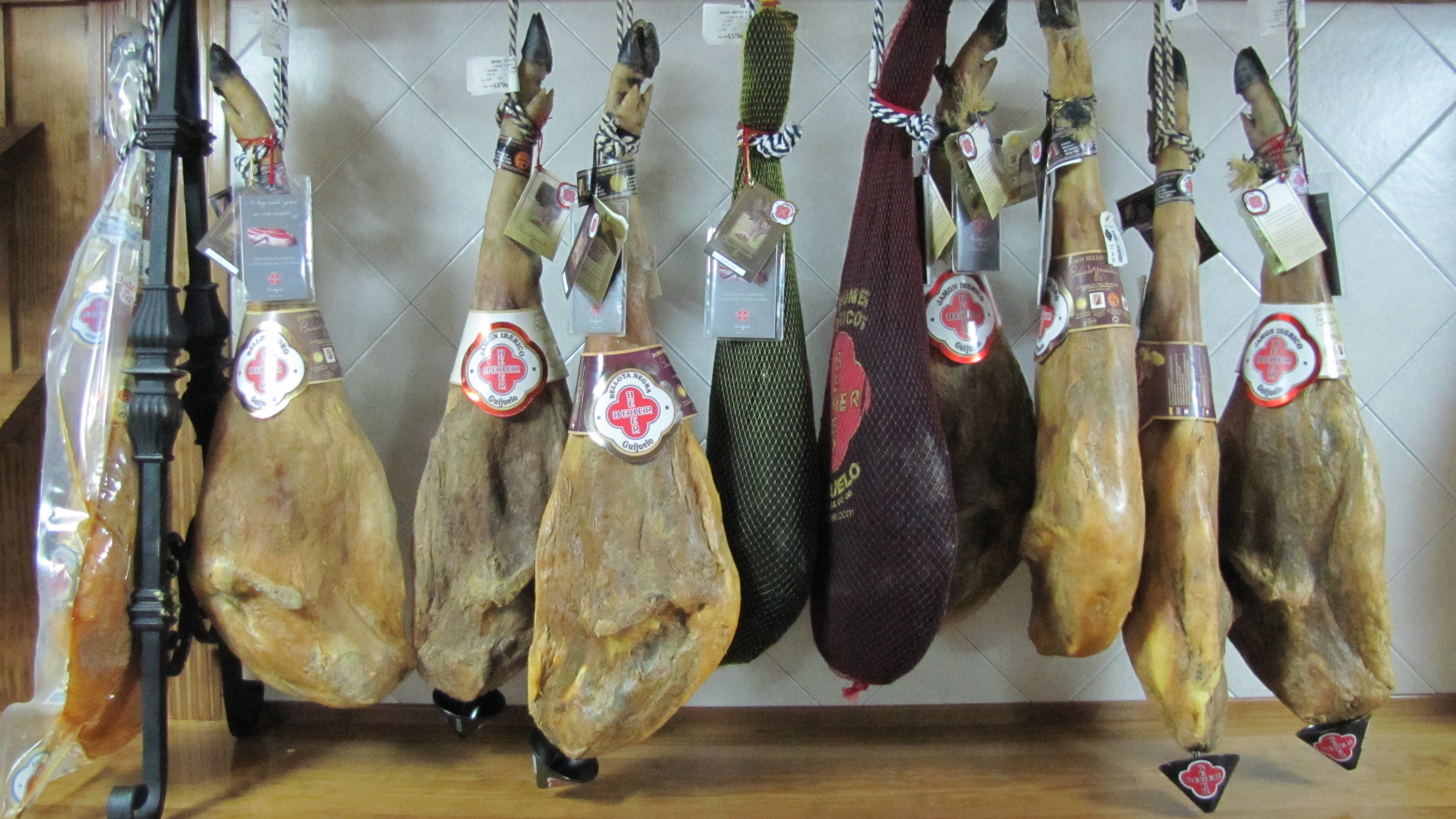
Varios jamones de bellota con D.O. Jamón de Guijuelo, de BEHER, Bernardo Hernández.

Diversos productos alimentarios de la comunidad están protegidos con diferentes distinciones: Denominación de Origen, Indicación Geográfica y Marca de Garantía. Dentro del sector vinícola encontramos más de 10 denominaciones de origen, siendo la más conocida la de Ribera del Duero. Las carnes, uno de los alimentos más representativos de Castilla y León, son el alimento más protegido y extendido, destacando el lechazo de Castilla y León, aunque también son de especial interés por su fama la carne de Ávila o el cochinillo de Segovia.
Los embutidos, de gran tradición, están representados por la cecina de León, el chorizo de Cantimpalos o el jamón de Guijuelo, entre otros. El queso zamorano posee D.O., al igual que la mantequilla de Soria, y el pan de Valladolid dispone de Marca de Garantía. Dentro de las legumbres encontramos gran diversidad: la alubia de La Bañeza, el garbanzo de Fuentesaúco, las judías de El Barco de Ávila o la lenteja de la Armuña, entre otras, y la cereza de Las Caderechas y la de la Sierra de Francia también están protegidas, al igual que la pera del Bierzo.

### Denominaciones de Origen

Castilla y León es una indicación geográfica protegida, utilizada para designar los Vinos de la Tierra elaborados con uvas producidas en esa Comunidad Autónoma.

- D. O. Tierra de León
- D. O. Bierzo
- D. O. Ribera del Duero
- D. O. Cigales
- D. O. Rueda
- D. O. Toro. Archivado el 1 de abril de 2023 en Wayback Machine.
- D. O. Mantequilla de Soria

### Marcas de Garantía
- / Productos de León
- / Nicanores de Boñar
- Torrezno de Soria

- Datos: Q5049884
- Multimedia: Cuisine of Castile and León / Q5049884